# Irán Eory
Elvira Teresa Eory Sidi, znana jako Irán Eory (ur. 21 października 1938 w Teheranie, zm. 10 marca 2002 w Meksyku) – hiszpańska aktorka pochodzenia irańskiego. Występowała m.in. w hiszpańskich filmach i meksykańskich telenowelach.

## Wybrana filmografia
- 1990: Cuando llega el amor
- 1991: La pícara soñadora
- 1995-1996: Maria z przedmieścia jako Victoria Montenegro de la Vega[2]
- 1997: Esmeralda jako Siostra Piedad
- 1998: Krople miłości jako Matka Przełożona
- 1998: Paulina jako Lourdes de Reséndiz
- 1999: Porywy serca jako Paz Montalvo
- 2000-2001: Tajemnice pocałunku jako Carmen

## Nagrody i nominacje

### Premios TVyNovelas
| Rok  | Kategoria                         | Telenowela           | Wynik     |
| ---- | --------------------------------- | -------------------- | --------- |
| 2000 | Najlepsza aktorka pierwszoplanowa | Porywy serca         | Nominacja |
| 1996 | Najlepsza aktorka pierwszoplanowa | Maria z przedmieścia | Nominacja |
| 1992 | Najlepsza aktorka pierwszoplanowa | La pícara soñadora   | Wygrana   |
| 1991 | Najlepsza aktorka pierwszoplanowa | Cuando llega el amor | Nominacja |